# Manfred Grunert
Manfred Iwan Grunert (* 18. Februar 1934 in Altenburg; † 26. Januar 2011 in Berlin) war ein deutscher Schriftsteller und Regisseur.

## Leben
Grunert studierte Germanistik, Slawistik und Philosophie an der Universität Leipzig. Nach seiner Flucht aus der DDR 1955 arbeitete er drei Jahre in westdeutschen Gießereien. Darauf folgte ein Verlagsvolontariat. Er wurde Fachredakteur für Slawische Literaturen (Kindlers Literatur Lexikon) und später Feuilletonredakteur bei der Süddeutschen Zeitung in München.
Seit 1970 war er freier Schriftsteller (Romane, Sachbücher, Essays), Dramaturg, Drehbuchautor (ca. 30 TV-Spielfilme, 2 Kinofilme) und ab 1982 Regisseur (5 Spielfilme, u. a. Bambi für Süchtig).
Die Erstfassung seines Romans Amerikanskij Wolp entstand zwischen 2001 und 2006 und erschien 2009 bei Matthes & Seitz Berlin. Er war bis 1980 mit der Schriftstellerin Barbara Bronnen verheiratet. Zuletzt lebte er mit seiner Frau Charlott Grunert (* 1958), mit der er gemeinsam 1997 das Drehbuch von Natalie II - Die Hölle nach dem Babystrich schrieb, in Gauting bei München.

## Werke (Auswahl)

### Romane
- Die Verhältnisse der Alpha C. (Roman, 1968 bei Scherz Verlag)
- Die verkommenen Engel (Verlag Kurt Desch, 1970/Taschenbuchausgabe bei S. Fischer, 1972)
- Liebe ist deine Liebe nicht. Psychogramm einer Ehe (zusammen mit Barbara Bronnen, Verlag Kurt Desch, 1972 – Übersetzung ins Italienische Il tuo e amore, Garzanti 1973)
- Amerikanskij Wolp (Roman, 2009 bei Matthes & Seitz Berlin, ISBN 978-3-8822-1745-2)

### Sachbücher
- Was ist eigentlich Kommunismus? (Heyne, 1967)
- Literatur und Repression. Kulturpolitik in der SU (Zusammen mit Helen Ssachno, dtv 1969)

## Drehbücher (Auswahl)
- Desaster (TV-Film, 1972/1973)
- Lena Rais (Kino/Spielfilm, 1979)
- Die Reventlow (TV-Trilogie 1980/81)
- Utopia (Kino/Spielfilm, 1982/1983)
- Heimkehr nach Deutschland (TV-Film, 1982)
- Freigestellt (TV-Film, 1987)
- Die Sündenfrau (Kinospielfilm, 1994)
- Natalie – Kein Weg zurück (TV-Film, 1996)
- Orange Sun (TV-Trilogie)

### Autorenfilme (Buch und Regie)
- Kampftag (TV-Film zum 1. Mai 1984)
- Süchtig (TV-Film 1986, mit dem Bambi ausgezeichnet)[3]
- Die Spielerin (TV-Film, 1991)
- Strange Eye (Interaktiver Internet-Thriller, 2000/02)
- Lost in Mind (Spielfilm, n.n.)